# Österreich-Rundfahrt 2018
Die 70. Österreich-Rundfahrt 2018 war ein österreichisches Straßenradrennen. Das Etappenrennen fand von 7. bis 14. Juli 2018 statt und gehörte zur UCI Europe Tour 2018 in der Kategorie 2.1.
Die Rundfahrt wurde in der Vorarlberger Bezirkshauptstadt Feldkirch auf einem 152,8 Kilometer langen Rundkurs gestartet und führte auf acht Etappen durch fünf Bundesländer (Vorarlberg, Tirol, Steiermark, Niederösterreich und Oberösterreich). Zielort war nach 1163,7 Kilometern und mehr als 23.000 Höhenmetern Wels in Oberösterreich. Höhepunkte der Tour 2018 waren die Zielankünfte der dritten Etappe auf das Kitzbüheler Horn und der fünften Etappe am Fuschertörl auf dem Großglockner. Die meisten Höhenmeter (3621 hm) waren jedoch in der sechsten Etappe von Knittelfeld nach Wenigzell zu bewältigen.
Gesamtsieger wurde der Belgier Ben Hermans (Israel Cycling Academy) vor dem Österreicher Hermann Pernsteiner (Bahrain-Merida) und dem Italiener Dario Cataldo (Astana Pro Team). Pernsteiners Team Bahrain-Merida gewann die Mannschaftswertung, insgesamt fünf Etappen mit Matej Mohorič, Giovanni Visconti (je zweimal) und Antonio Nibali sowie mit Visconti auch die Sprintwertung. Die Bergwertung gewann der Neuseeländer Aaron Gate (Aqua Blue Sport). Hermans übernahm die Führung durch seinen Etappensieg auf der Bergankunft der dritten Etappe am Kitzbüheler Horn.

## Ausgangslage
Insgesamt waren 18 Teams mit jeweils 7 Fahrern und 2 Teams mit jeweils 6 Fahrern am Start. Diese 138 Fahrer setzten sich aus 26 Nationen zusammen. Die meisten Teilnehmer kamen aus Österreich (22 Fahrer), gefolgt von Italien (15), Niederlande (12), Belgien (11) sowie Deutschland und Slowenien (jeweils 10). Für die Schweiz traten nur 4 Fahrer an. Jüngster Teilnehmer war der Slowene Aljaz Jarc (Adria Mobil) mit 19 Jahren und 3 Monaten.
Aus dem gleichen Team kam auch der älteste Fahrer mit Jure Golčer mit 40 Jahren und 7 Monaten. Vier Mannschaften gehörten der Kategorie UCI WorldTeam an.
Die Österreich-Rundfahrt war auch 2018 stark besetzt. Im Feld der Teilnehmer fanden sich zahlreiche internationale Top-Stars, die ihr Können bereits unter Beweis gestellt haben: drei Weltmeister (Matej Mohorič, Alexei Luzenko und Wout van Aert), zehn Etappensieger der Tour de France, des Giro d’Italia und der Vuelta sowie vier Etappensieger der Österreich-Rundfahrt.
Von den Österreichern wurden Hermann Pernsteiner (Bahrain-Merida) und Ex-Toursieger Riccardo Zoidl (Felbermayr Simplon Wels) die größten Chancen auf den Gesamtsieg eingeräumt. Titelverteidiger Stefan Denifl (Aqua Blue Sport), der ebenfalls zu den Favoriten zählte, musste nach den bei einem Trainingsunfall erlittenen Verletzungen auf einen Start verzichten. In Pernsteiners Team standen mit Kanstanzin Siuzou, der mit dem Sieg bei der Kroatien-Rundfahrt 2018 als Referenz kam, starke Konkurrenten. Dazu kamen mit Matej Mohorič und Mark Padun starke junge Fahrer. Der nach der Papierform stärkste Rundfahrer dürfte Louis Meintjes (Dimension-Data) sein, der zwei Top-Ten-Platzierungen bei der Tour de France und einen bei der Vuelta a España aufzuweisen hatte. Ben Hermans (Israel Cycling Academy) konnte sich bereits bei der Österreich-Rundfahrt 2015 mit dem zweiten Gesamtrang bestens in Szene setzen, ebenso wie Javier Moreno (2014) (Delko Marseille Provence KTM). Zum erweiterten Favoritenkreis zählten noch Janez Brajkovič (Adria Mobil), Wout van Aert (Vérandas Willems-Crelan), Pieter Weening (Roompot), Alexei Luzenko und Dario Cataldo (beide Astana Pro Team) sowie Patrick Schelling (Team Vorarlberg-Santic). Gute Außenseiterchancen wurden Stephen Cummings (Dimension Data), Ildar Arslanov und Alexander Foliforov (beide Gazprom-RusVelo), aber auch Brendan Canty (EF Education First-Drapac) eingeräumt.

## Teilnehmende Mannschaften
| UCI WorldTeam (4)                                                                    | UCI Professional Continental Team (9) | UCI Continental Team(7) |
| ------------------------------------------------------------------------------------ | --- | --- |
| - Bahrain-Merida - EF Education First-Drapac - Astana Pro Team - Team Dimension Data | - Aqua Blue Sport - Bardiani CSF - CCC Sprandi Polkowice - Delko Marseille Provence KTM - Gazprom-RusVelo - Israel Cycling Academy - Roompot-Nederlandse Loterij - Vérandas Willems-Crelan - Wanty-Groupe Gobert | - Adria Mobil - Hrinkow Advarics Cycleang - My Bike-Stevens - Team Felbermayr Simplon Wels - Team Vorarlberg - Tirol Cycling Team - WSA Pushbikers |

## Teilnehmer, Startnummern und Ergebnisse
Quellen
| (ABS) Aqua Blue Sport              | (ABS) Aqua Blue Sport              | (ABS) Aqua Blue Sport              | (ABS) Aqua Blue Sport              |     | (TBM) Bahrain-Merida                | (TBM) Bahrain-Merida                | (TBM) Bahrain-Merida                | (TBM) Bahrain-Merida                |                          | (EFD) Education First-Drapac       | (EFD) Education First-Drapac       | (EFD) Education First-Drapac       | (EFD) Education First-Drapac       |             | (AST) Astana Pro Team             | (AST) Astana Pro Team             | (AST) Astana Pro Team             | (AST) Astana Pro Team             |
| Nr.                                | Fahrer                             | Nation                             | Rang                               | Nr. | Fahrer                              | Nation                              | Rang                                | Nr.                                 | Fahrer                   | Nation                             | Rang                               | Nr.                                | Fahrer                             | Nation      | Rang                              |                                   |                                   |                                   |
| ---------------------------------- | ---------------------------------- | ---------------------------------- | ---------------------------------- | --- | ----------------------------------- | ----------------------------------- | ----------------------------------- | ----------------------------------- | ------------------------ | ---------------------------------- | ---------------------------------- | ---------------------------------- | ---------------------------------- | ----------- | --------------------------------- | --------------------------------- | --------------------------------- | --------------------------------- |
| 1                                  | Mark Christian                     | Vereinigtes Konigreich             | 013.                               | 11  | Enrico Gasparotto                   | Italien                             | 071.                                | 21                                  | Brendan Canty            | Australien                         | DNF8                               | 31                                 | Schandos Bischigitow               | Kasachstan  | 0107.                             |                                   |                                   |                                   |
| 2                                  | Shane Archbold                     | Neuseeland                         | 0104.                              | 12  | Matej Mohorič                       | Slowenien                           | 033.                                | 22                                  | Julian Cardona Tabares * | Kolumbien                          | 045.                               | 32                                 | Dario Cataldo                      | Italien     | 03.                               |                                   |                                   |                                   |
| 3                                  | Andrew Fenn                        | Vereinigtes Konigreich             | 0110.                              | 13  | Antonio Nibali                      | Italien                             | 041.                                | 23                                  | William Clarke           | Australien                         | 087.                               | 33                                 | Daniil Fominych                    | Kasachstan  | 080.                              |                                   |                                   |                                   |
| 4                                  | Aaron Gate                         | Neuseeland                         | 078.                               | 14  | Mark Padun *                        | Ukraine                             | DNF7                                | 24                                  | Mitchell Docker          | Australien                         | 076.                               | 34                                 | Jewgeni Giditsch                   | Kasachstan  | 058.                              |                                   |                                   |                                   |
| 5                                  | Peter Koning                       | Niederlande                        | 089.                               | 15  | Hermann Pernsteiner                 | Osterreich                          | 02.                                 | 25                                  | Sebastian Langeveld      | Niederlande                        | 074.                               | 35                                 | Alexei Luzenko                     | Kasachstan  | 035.                              |                                   |                                   |                                   |
| 6                                  | Michel Kreder                      | Niederlande                        | 047.                               | 16  | Kanstanzin Siuzou                   | Belarus                             | 061.                                | 26                                  | Kim Magnusson            | Schweden                           | 085.                               | 36                                 | Artjom Sacharow                    | Kasachstan  | 098.                              |                                   |                                   |                                   |
| 7                                  | Daniel Pearson                     | Vereinigtes Konigreich             | DNF7                               | 17  | Giovanni Visconti                   | Italien                             | 028.                                | 27                                  | Logan Owen               | Vereinigte Staaten                 | 0111.                              | 37                                 | Andrei Seiz                        | Kasachstan  | 016.                              |                                   |                                   |                                   |
| T                                  | Bob de Cnodder                     | Belgien                            | –                                  | T   | Harald Morscher                     | Osterreich                          | –                                   | T                                   | Juan Garate Cepa         | Spanien                            | –                                  | T                                  | Alexandr Shefer                    | Kasachstan  | –                                 |                                   |                                   |                                   |
| (DDD) Team Dimension Data          | (DDD) Team Dimension Data          | (DDD) Team Dimension Data          | (DDD) Team Dimension Data          |     | (VWC) Veranda’s Willems-Crelan      | (VWC) Veranda’s Willems-Crelan      | (VWC) Veranda’s Willems-Crelan      | (VWC) Veranda’s Willems-Crelan      |                          | (BRD) Bardiani CSF                 | (BRD) Bardiani CSF                 | (BRD) Bardiani CSF                 | (BRD) Bardiani CSF                 |             | (CCC) CCC Sprandi Polkowice       | (CCC) CCC Sprandi Polkowice       | (CCC) CCC Sprandi Polkowice       | (CCC) CCC Sprandi Polkowice       |
| Nr.                                | Fahrer                             | Nation                             | Rang                               | Nr. | Fahrer                              | Nation                              | Rang                                | Nr.                                 | Fahrer                   | Nation                             | Rang                               | Nr.                                | Fahrer                             | Nation      | Rang                              |                                   |                                   |                                   |
| 41                                 | Stephen Cummings                   | Vereinigtes Konigreich             | DNF7                               | 51  | Arjen Livnys                        | Belgien                             | 093.                                | 61                                  | Michael Bresciani        | Italien                            | 083.                               | 71                                 | Paweł Cieślik                      | Polen       | 015.                              |                                   |                                   |                                   |
| 42                                 | Jacques Janse van Rensburg         | Sudafrika                          | 067.                               | 52  | Mathias de Witte                    | Belgien                             | 031.                                | 62                                  | Giovanni Carboni         | Italien                            | 08.                                | 72                                 | Jonas Koch                         | Deutschland | 055.                              |                                   |                                   |                                   |
| 43                                 | Benjamin King                      | Vereinigte Staaten                 | 037.                               | 53  | —                                   | –                                   | –                                   | 63                                  | Marco Maronese           | Italien                            | 0106.                              | 73                                 | Marko Kump                         | Slowenien   | DNF4                              |                                   |                                   |                                   |
| 44                                 | Louis Meintjes                     | Sudafrika                          | 014.                               | 54  | Huub Duyn                           | Niederlande                         | 038.                                | 64                                  | Umberto Orsini           | Italien                            | 063.                               | 74                                 | Kamil Małecki                      | Polen       | DNF2                              |                                   |                                   |                                   |
| 45                                 | Lachlan Morton                     | Australien                         | 027.                               | 55  | Senne Leysen *                      | Belgien                             | 070.                                | 65                                  | Daniel Savini *          | Italien                            | DNF7                               | 75                                 | Leszek Pluciński                   | Polen       | 023.                              |                                   |                                   |                                   |
| 46                                 | Scott Thwaites                     | Vereinigtes Konigreich             | 081.                               | 56  | Wout van Aert                       | Belgien                             | 052.                                | 66                                  | Simone Sterbini          | Italien                            | 043.                               | 76                                 | Michal Schlegel                    | Tschechien  | 036.                              |                                   |                                   |                                   |
| 47                                 | Johann van Zyl                     | Sudafrika                          | 060.                               | 57  | Zico Waeytens                       | Belgien                             | 099.                                | 67                                  | Luca Wackermann          | Italien                            | DNF1                               | 77                                 | Patryk Stosz                       | Polen       | 068.                              |                                   |                                   |                                   |
| T                                  | Alex Sans Vega                     | Spanien                            | –                                  | T   | Michiel Elijzen                     | Niederlande                         | –                                   | T                                   | Stefano Zanatta          | Italien                            | –                                  | T                                  | Tomasz Brożyna                     | Polen       | –                                 |                                   |                                   |                                   |
| (DMP) Delko Marseille Provence KTM | (DMP) Delko Marseille Provence KTM | (DMP) Delko Marseille Provence KTM | (DMP) Delko Marseille Provence KTM |     | (GAZ) Gazprom-Rusvelo               | (GAZ) Gazprom-Rusvelo               | (GAZ) Gazprom-Rusvelo               | (GAZ) Gazprom-Rusvelo               |                          | (ICA) Israel Cycling Academy       | (ICA) Israel Cycling Academy       | (ICA) Israel Cycling Academy       | (ICA) Israel Cycling Academy       |             | (RNL) Roompot-Nederlandse Loterij | (RNL) Roompot-Nederlandse Loterij | (RNL) Roompot-Nederlandse Loterij | (RNL) Roompot-Nederlandse Loterij |
| Nr.                                | Fahrer                             | Nation                             | Rang                               | Nr. | Fahrer                              | Nation                              | Rang                                | Nr.                                 | Fahrer                   | Nation                             | Rang                               | Nr.                                | Fahrer                             | Nation      | Rang                              |                                   |                                   |                                   |
| 81                                 | Julien El Fares                    | Frankreich                         | 057.                               | 91  | Ildar Arslanov                      | Russland                            | 011.                                | 101                                 | Awet Andemeskel          | Schweden                           | 042.                               | 111                                | Martijn Budding                    | Niederlande | 062.                              |                                   |                                   |                                   |
| 82                                 | Iuri Filosi                        | Italien                            | 077.                               | 92  | Alexander Foliforov                 | Russland                            | 017.                                | 102                                 | Hamish Schreurs          | Neuseeland                         | 0103.                              | 112                                | Robbert de Greef                   | Niederlande | 094.                              |                                   |                                   |                                   |
| 83                                 | Mauro Finetto                      | Italien                            | DNF2                               | 93  | Dmitriy Kozontchuk                  | Russland                            | 069.                                | 103                                 | Jose Diaz Gallego        | Spanien                            | 022.                               | 113                                | Floris Gerts                       | Niederlande | 029.                              |                                   |                                   |                                   |
| 84                                 | Ángel Madrazo                      | Spanien                            | 07.                                | 94  | Sergey Lagutin                      | Russland                            | 049.                                | 104                                 | Nathan Earle             | Australien                         | 066.                               | 114                                | Elmar Reinders                     | Niederlande | 0100.                             |                                   |                                   |                                   |
| 85                                 | Yannick Martinez                   | Frankreich                         | 065.                               | 95  | Artem Nych                          | Russland                            | 010.                                | 105                                 | Roy Goldstein            | Israel                             | DNF4                               | 115                                | Nick van der Lijke                 | Niederlande | 024.                              |                                   |                                   |                                   |
| 86                                 | Nikolay Mihaylov                   | Bulgarien                          | 046.                               | 96  | Iwan Rowny                          | Russland                            | 0102.                               | 106                                 | Ben Hermans              | Belgien                            | 01.                                | 116                                | Etienne van Empel                  | Niederlande | 079.                              |                                   |                                   |                                   |
| 87                                 | Javier Moreno                      | Spanien                            | 06.                                | 97  | Jewgeni Schalunow                   | Russland                            | 064.                                | 107                                 | Guy Niv                  | Israel                             | 0107.                              | 117                                | Pieter Weening                     | Niederlande | 044.                              |                                   |                                   |                                   |
| T                                  | Arrien Gerrikagotia                | Italien                            | –                                  | T   | Paolo Rosola                        | Italien                             | –                                   | T                                   | Oscar Guerrero           | Spanien                            | –                                  | T                                  | Jean-Paul van Poppel               | Niederlande | –                                 |                                   |                                   |                                   |
| (WGG) Wanty-Groupe Gobert          | (WGG) Wanty-Groupe Gobert          | (WGG) Wanty-Groupe Gobert          | (WGG) Wanty-Groupe Gobert          |     | (HAC) Hrinkow Advarics Cycleangteam | (HAC) Hrinkow Advarics Cycleangteam | (HAC) Hrinkow Advarics Cycleangteam | (HAC) Hrinkow Advarics Cycleangteam |                          | (RSW) Team Felbermayr Simplon Wels | (RSW) Team Felbermayr Simplon Wels | (RSW) Team Felbermayr Simplon Wels | (RSW) Team Felbermayr Simplon Wels |             | (WSA) WSA Pushbikers              | (WSA) WSA Pushbikers              | (WSA) WSA Pushbikers              | (WSA) WSA Pushbikers              |
| Nr.                                | Fahrer                             | Nation                             | Rang                               | Nr. | Fahrer                              | Nation                              | Rang                                | Nr.                                 | Fahrer                   | Nation                             | Rang                               | Nr.                                | Fahrer                             | Nation      | Rang                              |                                   |                                   |                                   |
| 121                                | Frederik Backaert                  | Belgien                            | 040.                               | 131 | Patrick Bosman                      | Osterreich                          | 0109.                               | 141                                 | Filippo Fortin           | Italien                            | 0105.                              | 151                                | Daniel Auer                        | Osterreich  | DNF4                              |                                   |                                   |                                   |
| 122                                | Tom Devriendt                      | Belgien                            | DNF5                               | 132 | Markus Freiberger                   | Osterreich                          | DNF6                                | 142                                 | Matthias Krizek          | Osterreich                         | 072.                               | 152                                | Sebastian Baldauf                  | Deutschland | 021.                              |                                   |                                   |                                   |
| 123                                | Fabien Doubey                      | Frankreich                         | 026.                               | 133 | Andreas Graf                        | Osterreich                          | 0108.                               | 143                                 | Daniel Lehner            | Osterreich                         | 056.                               | 153                                | Markus Kopfauf *                   | Osterreich  | DNF4                              |                                   |                                   |                                   |
| 124                                | Odd Christian Eiking               | Norwegen                           | 032.                               | 134 | Andreas Hofer                       | Osterreich                          | 0112.                               | 144                                 | Matthias Mangertseder    | Deutschland                        | 0114.                              | 154                                | Stefan Pöll                        | Osterreich  | 092.                              |                                   |                                   |                                   |
| 125                                | Mark McNally                       | Vereinigtes Konigreich             | 0101.                              | 135 | Dominik Hrinkow                     | Osterreich                          | 030.                                | 145                                 | Stephan Rabitsch         | Osterreich                         | 025.                               | 155                                | Jodok Salzmann                     | Osterreich  | 090.                              |                                   |                                   |                                   |
| 126                                | Kévin Van Melsen                   | Belgien                            | 053.                               | 136 | Timon Loderer                       | Deutschland                         | 088.                                | 146                                 | Lukas Schlemmer          | Osterreich                         | 084.                               | 156                                | Helmut Trettwer                    | Deutschland | DNF6                              |                                   |                                   |                                   |
| 127                                | Pieter Vanspeybrouck               | Belgien                            | 091.                               | 137 | Jonas Rapp                          | Deutschland                         | 012.                                | 147                                 | Riccardo Zoidl           | Osterreich                         | 05.                                | 157                                | Otto Vergaerde                     | Belgien     | 095.                              |                                   |                                   |                                   |
| T                                  | Sébastien Demarbaix                | Belgien                            | –                                  | T   | Josef Benetseder                    | Osterreich                          | –                                   | T                                   | Andreas Grossek          | Osterreich                         | –                                  | T                                  | Christoph Resl                     | Osterreich  | –                                 |                                   |                                   |                                   |
| (VOL) Team Vorarlberg-Santic       | (VOL) Team Vorarlberg-Santic       | (VOL) Team Vorarlberg-Santic       | (VOL) Team Vorarlberg-Santic       |     | (MBS) My Bike Stevens               | (MBS) My Bike Stevens               | (MBS) My Bike Stevens               | (MBS) My Bike Stevens               |                          | (TIR) Tirol Cycling Team           | (TIR) Tirol Cycling Team           | (TIR) Tirol Cycling Team           | (TIR) Tirol Cycling Team           |             | (ADR) Adria Mobil                 | (ADR) Adria Mobil                 | (ADR) Adria Mobil                 | (ADR) Adria Mobil                 |
| Nr.                                | Fahrer                             | Nation                             | Rang                               | Nr. | Fahrer                              | Nation                              | Rang                                | Nr.                                 | Fahrer                   | Nation                             | Rang                               | Nr.                                | Fahrer                             | Nation      | Rang                              |                                   |                                   |                                   |
| 161                                | Matteo Badilatti                   | Schweiz                            | 09.                                | 171 | Andi Bajc                           | Slowenien                           | 073.                                | 181                                 | Johannes Adamietz *      | Deutschland                        | DNF4                               | 191                                | Janez Brajkovič                    | Slowenien   | 018.                              |                                   |                                   |                                   |
| 162                                | Gian Friesecke                     | Schweiz                            | 075.                               | 172 | Gerd Fidler *                       | Osterreich                          | DNF7                                | 182                                 | Sven Burger *            | Niederlande                        | 050.                               | 192                                | Gregor Gazvoda                     | Slowenien   | 082.                              |                                   |                                   |                                   |
| 163                                | Daniel Geismayr                    | Osterreich                         | 019.                               | 173 | Rok Korošec                         | Slowenien                           | DNF7                                | 183                                 | Daniel Knapp *           | Osterreich                         | 0113.                              | 193                                | Jure Golčer                        | Slowenien   | 048.                              |                                   |                                   |                                   |
| 164                                | Davide Orrico                      | Italien                            | 034.                               | 174 | Maximilian Kuen                     | Osterreich                          | DNF6                                | 184                                 | Marco Friedrich *        | Osterreich                         | 054.                               | 194                                | Žiga Grošelj                       | Slowenien   | 051.                              |                                   |                                   |                                   |
| 165                                | Patrick Schelling                  | Schweiz                            | 04.                                | 175 | Péter Kusztor                       | Ungarn                              | DNF7                                | 185                                 | Marcel Neuhauser *       | Osterreich                         | 039.                               | 195                                | Aljaž Jarc *                       | Slowenien   | 0102.                             |                                   |                                   |                                   |
| 166                                | Jannik Steimle                     | Deutschland                        | 097.                               | 176 | Stefan Mastaller                    | Osterreich                          | DNF2                                | 186                                 | Manuel Porzner *         | Deutschland                        | 0115.                              | 196                                | Gašper Katrašnik                   | Slowenien   | 096.                              |                                   |                                   |                                   |
| 167                                | Roland Thalmann                    | Schweiz                            | 020.                               | 177 | János Pelikán                       | Ungarn                              | DNF4                                | 187                                 | Georg Zimmermann *       | Deutschland                        | DNS5                               | 197                                | —                                  | –           | –                                 |                                   |                                   |                                   |
| T                                  | Werner Salmen                      | Osterreich                         | –                                  | T   | Luka Zele                           | Osterreich                          | –                                   | T                                   | Leonardo Canciani        | Italien                            | –                                  | T                                  | Srecko Glivar                      | Slowenien   | –                                 |                                   |                                   |                                   |

- Anmerkung: DNF… = in Etappe … ausgeschieden / DNS… = zur Etappe … nicht gestartet

## Etappenübersicht
| Etappe | Datum    | von – nach                                     | Länge in Kilometer | Höhen- meter | Etappensieger     | Gesamtführender   |
| ------ | -------- | ---------------------------------------------- | ------------------ | ------------ | ----------------- | ----------------- |
| 1.     | 7. Juli  | Feldkirch – Feldkirch                          | 0152,8             | 02.532       | Matej Mohorič     | Matej Mohorič     |
| 2.     | 8. Juli  | Feldkirch – Fulpmes/Telfes                     | 0180,5             | 03.384       | Giovanni Visconti | Giovanni Visconti |
| 3.     | 9. Juli  | Kufstein – Kitzbüheler Horn                    | 0133,6             | 02.607       | Ben Hermans       | Ben Hermans       |
| 4.     | 10. Juli | Kitzbühel – Prägraten                          | 0143,0             | 02.819       | Giovanni Visconti | Ben Hermans       |
| 5.     | 11. Juli | Matrei in Osttirol – Fuscher Törl/Großglockner | 0092,9             | 02.763       | Pieter Weening    | Ben Hermans       |
| 6.     | 12. Juli | Knittelfeld – Wenigzell                        | 0167,4             | 03.621       | Alexei Luzenko    | Ben Hermans       |
| 7.     | 13. Juli | Waidhofen an der Ybbs – Sonntagberg            | 0129,3             | 03.169       | Antonio Nibali    | Ben Hermans       |
| 8.     | 14. Juli | Scheibbs – Wels                                | 0163,2             | 02.126       | Giovanni Visconti | Ben Hermans       |
| Gesamt | Gesamt   | Gesamt                                         | 1.162,7            | 23.021       |                   |                   |

## Etappenergebnisse

### 1. Etappe (Feldkirch – Feldkirch)

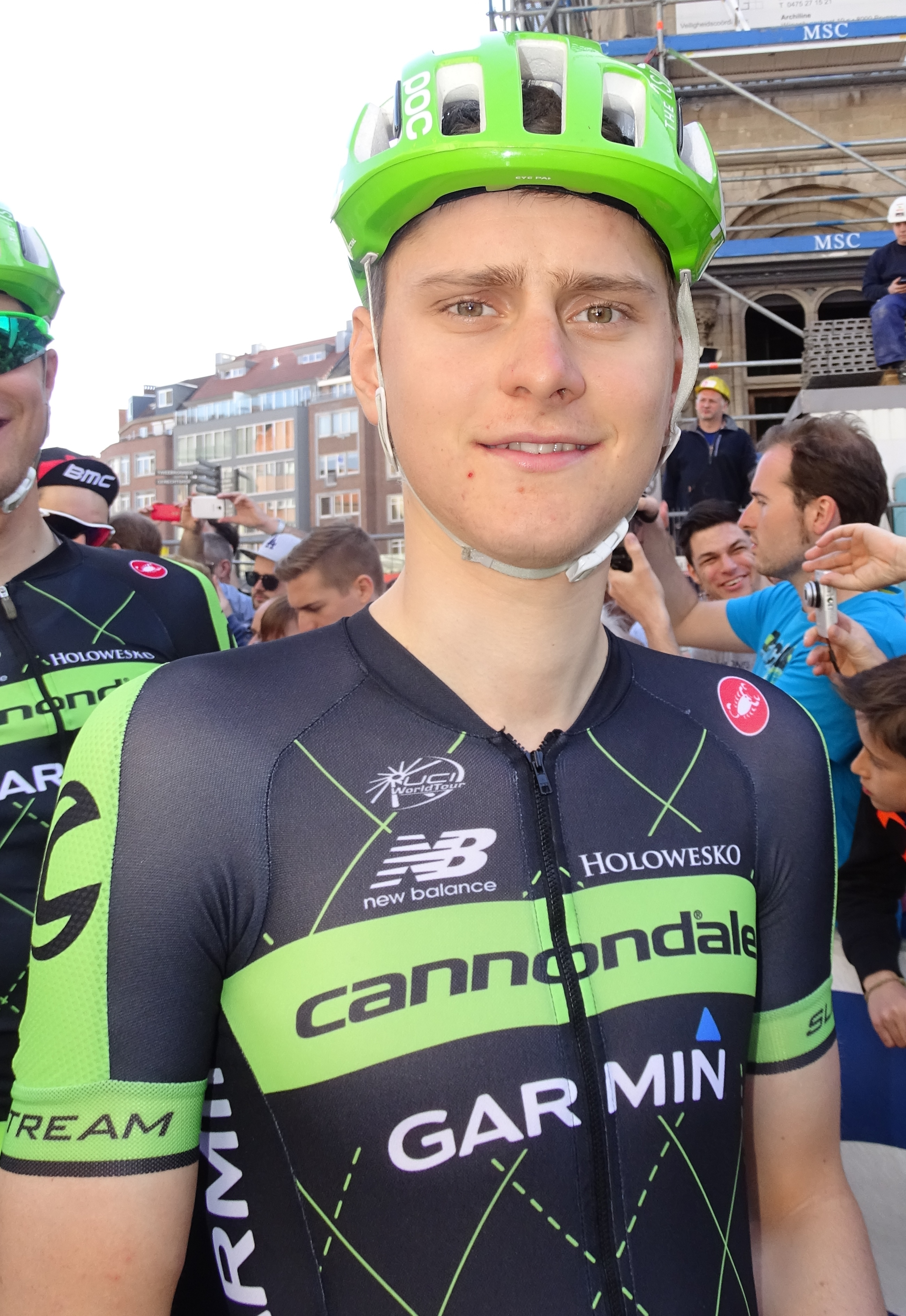
Sieger der 1. Etappe: Matej Mohorič

| Rang | Fahrer / Nation      | Team                        | Zeit         |
| ---- | -------------------- | --------------------------- | ------------ |
| 01.  | Matej Mohorič        | Bahrain-Merida              | 3:26:02      |
| 02.  | Giovanni Visconti    | Bahrain-Merida              | gleiche Zeit |
| 03.  | Huub Duyn            | Veranda’s Willems-Crelan    | gleiche Zeit |
| 04.  | Floris Gerts         | Roompot-Nederlandse Loterij | gleiche Zeit |
| 05.  | Odd Christian Eiking | Wanty-Groupe Gobert         | gleiche Zeit |
| 06.  | Mark Padun           | Bahrain-Merida              | gleiche Zeit |
| 07.  | Frederik Backaert    | Wanty-Groupe Gobert         | gleiche Zeit |
| 08.  | Mark Christian       | Aqua Blue Sport             | + 0:05       |
| 09.  | Roland Thalmann      | Team Vorarlberg-Santic      | + 0:05       |
| 10.  | Georg Zimmermann     | Tirol Cycling Team          | + 0:05       |

| Rang | Fahrer / Nation      | Team                        | Zeit    |
| ---- | -------------------- | --------------------------- | ------- |
| 01.  | Matej Mohorič        | Bahrain-Merida              | 3:26:02 |
| 02.  | Giovanni Visconti    | Bahrain-Merida              | + 0:04  |
| 03.  | Huub Duyn            | Veranda’s Willems-Crelan    | + 0:05  |
| 04.  | Floris Gerts         | Roompot-Nederlandse Loterij | + 0:05  |
| 05.  | Odd Christian Eiking | Wanty-Groupe Gobert         | + 0:06  |
| 06.  | Mark Padun           | Bahrain-Merida              | + 0:10  |
| 07.  | Frederik Backaert    | Wanty-Groupe Gobert         | + 0:10  |
| 08.  | Mark Christian       | Aqua Blue Sport             | + 0:10  |
| 09.  | Roland Thalmann      | Team Vorarlberg-Santic      | + 0:10  |
| 10.  | Georg Zimmermann     | Tirol Cycling Team          | + 0:10  |

| Sprintwertung Nenzing / km 48,3 | Sprintwertung Nenzing / km 48,3 | Sprintwertung Nenzing / km 86,7 | Sprintwertung Nenzing / km 86,7 | Sprintwertung Nenzing / km 125,1 | Sprintwertung Nenzing / km 125,1 | Bergwertung Schnifis / km 56,1 (Kategorie III) | Bergwertung Schnifis / km 56,1 (Kategorie III) | Bergwertung Schwarzer See / km 67,4 (Kategorie III) | Bergwertung Schwarzer See / km 67,4 (Kategorie III) | Bergwertung Schnifis / 94,5 (Kategorie III) | Bergwertung Schnifis / 94,5 (Kategorie III) | Bergwertung Schwarzer See / km 108,8 (Kategorie III) | Bergwertung Schwarzer See / km 108,8 (Kategorie III) |
| Pl.                             | Fahrer                          | Pl.                             | Fahrer                          | Pl.                              | Fahrer                           | Pl.                                            | Fahrer                                         | Pl.                                                 | Fahrer                                              | Pl.                                         | Fahrer                                      | Pl.                                                  | Fahrer                                               |
| ------------------------------- | ------------------------------- | ------------------------------- | ------------------------------- | -------------------------------- | -------------------------------- | ---------------------------------------------- | ---------------------------------------------- | --------------------------------------------------- | --------------------------------------------------- | ------------------------------------------- | ------------------------------------------- | ---------------------------------------------------- | ---------------------------------------------------- |
| 1.                              | Timon Loderer                   | 1.                              | Aaron Gate                      | 1.                               | Aaron Gate                       | 1.                                             | Aaron Gate                                     | 1.                                                  | Aaron Gate                                          | 1.                                          | Aaron Gate                                  | 1.                                                   | Aaron Gate                                           |
| 2.                              | Matthias Frizek                 | 2.                              | Mauro Finetto                   | 2.                               | Davide Orrico                    | 2.                                             | Matthias Krizek                                | 2.                                                  | Matthias Krizek                                     | 2.                                          | Matthias Krizek                             | 2.                                                   | Davide Orrico                                        |
| 3.                              | János Pelikán                   | 3.                              | János Pelikán                   | 3.                               | Matthias Krizek                  | 3.                                             | Timon Loderer                                  | 3.                                                  | Davide Orrico                                       | 3.                                          | Davide Orrico                               | 3.                                                   | Matthias Krizek                                      |

### 2. Etappe (Feldkirch – Fulpmes/Telfes)

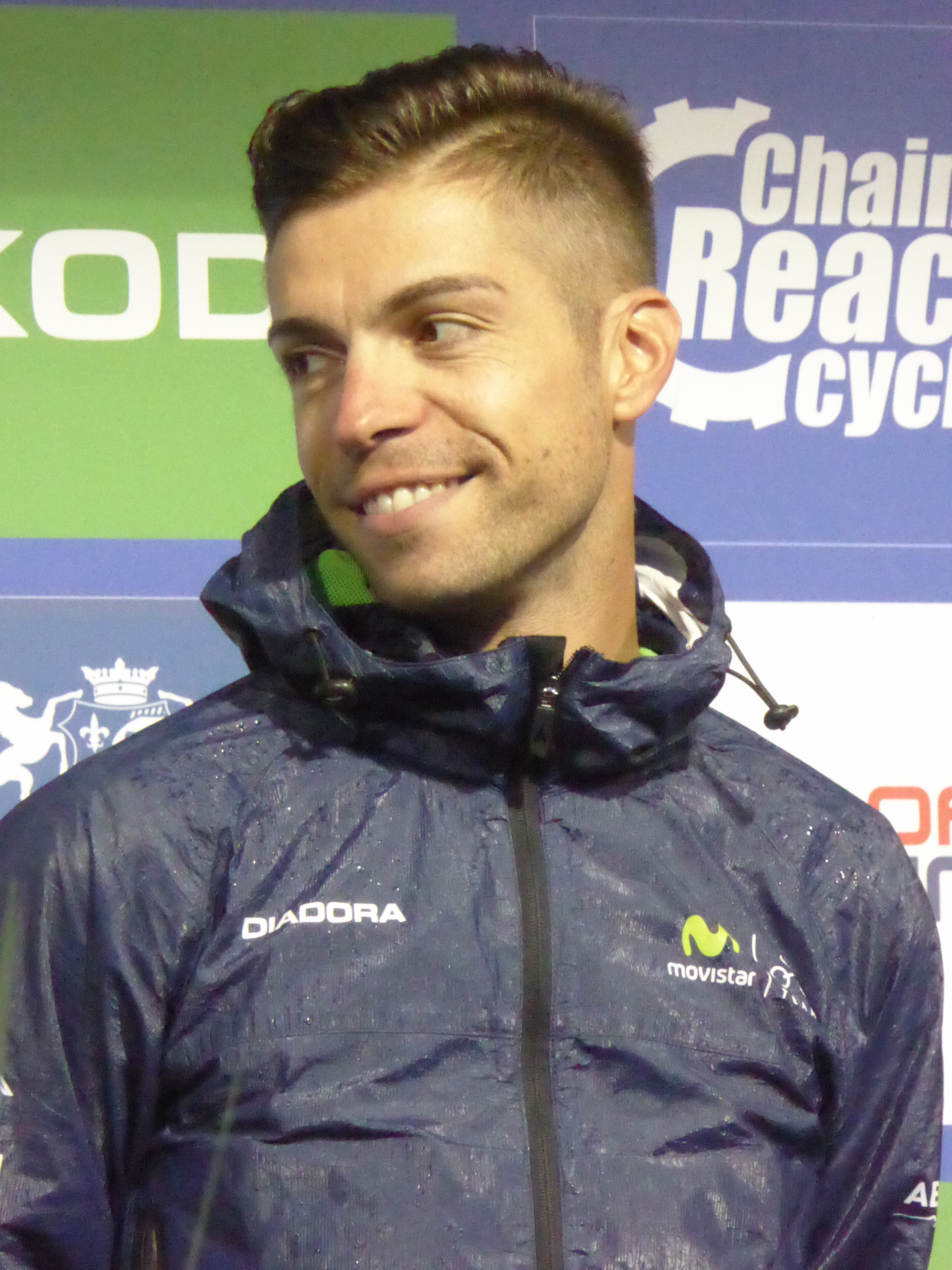
Sieger der 2. Etappe: Giovanni Visconti

| Rang | Fahrer / Nation      | Team                         | Zeit         |
| ---- | -------------------- | ---------------------------- | ------------ |
| 01.  | Giovanni Visconti    | Bahrain-Merida               | 4:30:32      |
| 02.  | Michel Kreder        | Aqua Blue Sport              | gleiche Zeit |
| 03.  | Huub Duyn            | Veranda’s Willems-Crelan     | gleiche Zeit |
| 04.  | Odd Christian Eiking | Wanty - Groupe Gobert        | gleiche Zeit |
| 05.  | Alexei Luzenko       | Astana Pro Team              | + 0:03       |
| 06.  | Frederik Backaert    | Wanty-Groupe Gobert          | + 0:03       |
| 07.  | Žiga Grošelj         | Adria Mobil                  | + 0:03       |
| 08.  | Riccardo Zoidl       | Team Felbermayr Simplon Wels | + 0:03       |
| 09.  | Nick van der Lijke   | Roompot-Nederlandse Loterij  | + 0:03       |
| 10.  | Pieter Weening       | Roompot-Nederlandse Loterij  | + 0:03       |

| Rang | Fahrer / Nation      | Team                        | Zeit    |
| ---- | -------------------- | --------------------------- | ------- |
| 01.  | Giovanni Visconti    | Bahrain-Merida              | 7:56:18 |
| 02.  | Huub Duyn            | Veranda’s Willems-Crelan    | + 0:08  |
| 03.  | Matej Mohorič        | Bahrain-Merida              | + 0:09  |
| 04.  | Michel Kreder        | Aqua Blue Sport             | + 0:10  |
| 05.  | Ben Hermans          | Israel Cycling Academy      | + 0:14  |
| 06.  | Mark Christian       | Aqua Blue Sport             | + 0:16  |
| 07.  | Odd Christian Eiking | Wanty - Groupe Gobert       | + 0:19  |
| 08.  | Frederik Backaert    | Wanty-Groupe Gobert         | + 0:19  |
| 09.  | Georg Zimmermann *   | Tirol Cycling Team          | + 0:19  |
| 10.  | Floris Gerts         | Roompot-Nederlandse Loterij | + 0:19  |

| Sprintwertung Klösterle / km 42,1 | Sprintwertung Klösterle / km 42,1 | Sprintwertung Zams / km 90,1 | Sprintwertung Zams / km 90,1 | Sprintwertung Silz / km 123,8 | Sprintwertung Silz / km 123,8 | Bergwertung Arlberg / km 53,5 (Kategorie I) | Bergwertung Arlberg / km 53,5 (Kategorie I) | Bergwertung Imsterberg / km 103,6 (Kategorie III) | Bergwertung Imsterberg / km 103,6 (Kategorie III) | Bergwertung Axams / km 154,2 (Kategorie II) | Bergwertung Axams / km 154,2 (Kategorie II) |
| Pl.                               | Fahrer                            | Pl.                          | Fahrer                       | Pl.                           | Fahrer                        | Pl.                                         | Fahrer                                      | Pl.                                               | Fahrer                                            | Pl.                                         | Fahrer                                      |
| --------------------------------- | --------------------------------- | ---------------------------- | ---------------------------- | ----------------------------- | ----------------------------- | ------------------------------------------- | ------------------------------------------- | ------------------------------------------------- | ------------------------------------------------- | ------------------------------------------- | ------------------------------------------- |
| 1.                                | Marcel Neuhauser                  | 1.                           | Davide Orrico                | 1.                            | Aaron Gate                    | 1.                                          | Marcel Neuhauser                            | 1.                                                | Marcel Neuhauser                                  | 1.                                          | Aaron Gate                                  |
| 2.                                | Aaron Gate                        | 2.                           | Aaron Gate                   | 2.                            | Davide Orrico                 | 2.                                          | Aaron Gate                                  | 2.                                                | Aaron Gate                                        | 2.                                          | Davide Orrico                               |
| 3.                                | Davide Orrico                     | 3.                           | Marcel Neuhauser             | 3.                            | Marcel Neuhauser              | 3.                                          | Davide Orrico                               | 3.                                                | Davide Orrico                                     | 3.                                          | Antonio Nibali                              |
|                                   |                                   |                              |                              |                               |                               | 4.                                          | Andreas Hofer                               |                                                   |                                                   |                                             |                                             |
| 5.                                | Stefan Pöll                       |                              |                              |                               |                               |                                             |                                             |                                                   |                                                   |                                             |                                             |

### 3. Etappe (Kufstein – Kitzbüheler Horn)

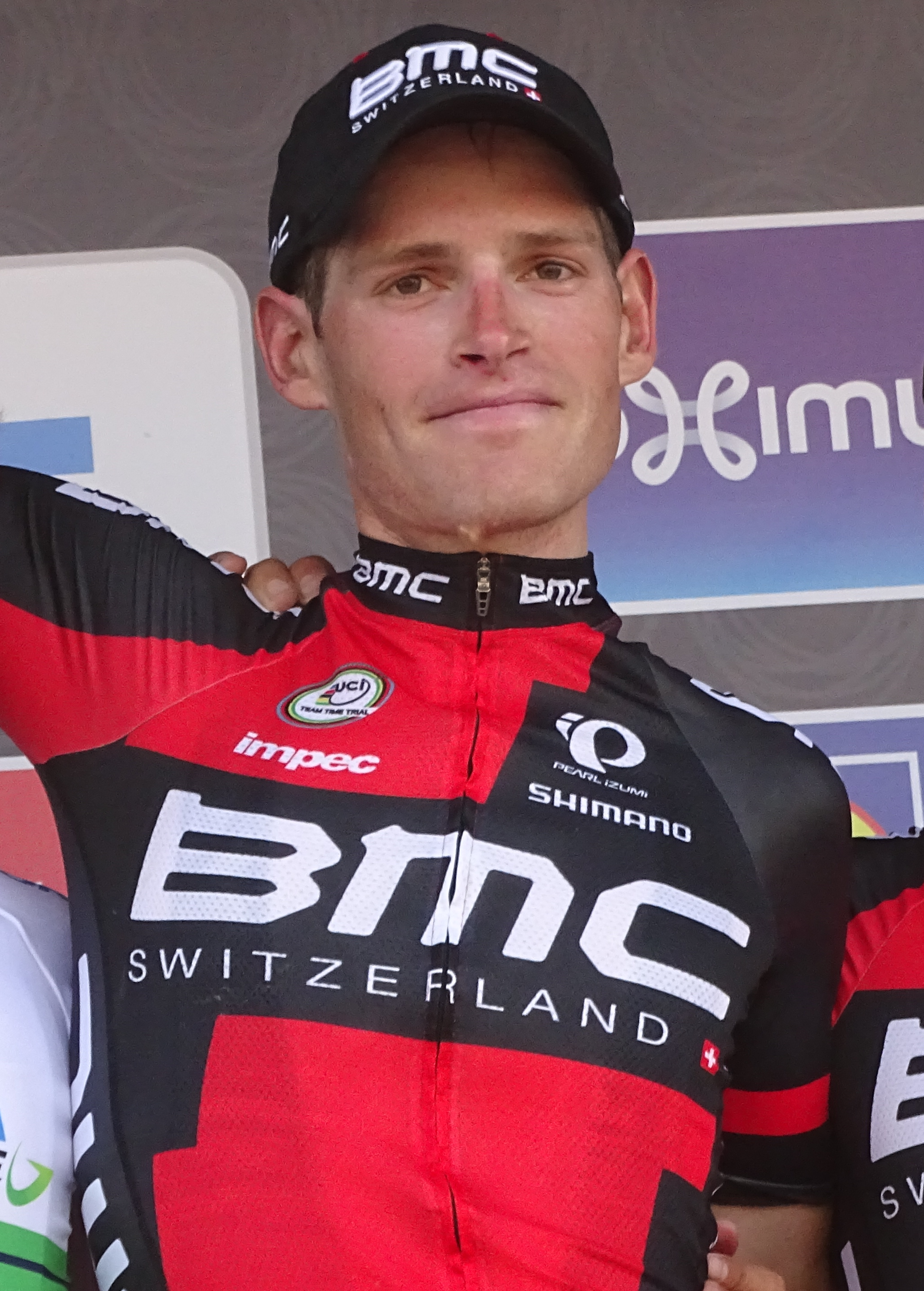
Sieger der 3. Etappe: Ben Hermans

| Rang | Fahrer / Nation     | Team                         | Zeit    |
| ---- | ------------------- | ---------------------------- | ------- |
| 01.  | Ben Hermans         | Israel Cycling Academy       | 3:30:20 |
| 02.  | Hermann Pernsteiner | Bahrain-Merida               | + 0:09  |
| 03.  | Dario Cataldo       | Astana Pro Team              | + 0:15  |
| 04.  | Matteo Badilatti    | Team Vorarlberg-Santic       | + 0:25  |
| 05.  | Patrick Schelling   | Team Vorarlberg-Santic       | + 0:25  |
| 06.  | Mark Padun *        | Bahrain-Merida               | + 0:35  |
| 07.  | Mark Christian      | Aqua Blue Sport              | + 0:37  |
| 08.  | Javier Moreno       | Delko Marseille Provence KTM | + 0:43  |
| 09.  | Andrei Seiz         | Astana Pro Team              | + 0:45  |
| 10.  | Giovanni Carboni    | Bardiani CSF                 | + 0:50  |

| Rang | Fahrer / Nation     | Team                         | Zeit     |
| ---- | ------------------- | ---------------------------- | -------- |
| 01.  | Ben Hermans         | Israel Cycling Academy       | 11:26:33 |
| 02.  | Hermann Pernsteiner | Bahrain-Merida               | + 0:18   |
| 03.  | Dario Cataldo       | Astana Pro Team              | + 0:26   |
| 04.  | Patrick Schelling   | Team Vorarlberg-Santic       | + 0:40   |
| 05.  | Matteo Badilatti    | Team Vorarlberg-Santic       | + 0:40   |
| 06.  | Mark Christian      | Aqua Blue Sport              | + 0:47   |
| 07.  | Mark Padun *        | Bahrain-Merida               | + 0:50   |
| 08.  | Javier Moreno       | Delko Marseille Provence KTM | + 0:58   |
| 09.  | Andrei Seiz         | Astana Pro Team              | + 1:00   |
| 10.  | Giovanni Carboni    | Bardiani CSF                 | + 1:05   |

| Sprintwertung Kufstein / km 65,6 | Sprintwertung Kufstein / km 65,6 | Sprintwertung Kössen / km 83,8 | Sprintwertung Kössen / km 83,8 | Sprintwertung Kitzbühel / km 121,7 | Sprintwertung Kitzbühel / km 121,7 | Bergwertung Walchsee / km 79,5 (Kategorie III) | Bergwertung Walchsee / km 79,5 (Kategorie III) | Bergwertung Schwendt / km 92,5 (Kategorie III) | Bergwertung Schwendt / km 92,5 (Kategorie III) | Bergwertung Kitzbüheler Horn / km 133,6 (Kategorie HC) | Bergwertung Kitzbüheler Horn / km 133,6 (Kategorie HC) |
| Pl.                              | Fahrer                           | Pl.                            | Fahrer                         | Pl.                                | Fahrer                             | Pl.                                            | Fahrer                                         | Pl.                                            | Fahrer                                         | Pl.                                                    | Fahrer                                                 |
| -------------------------------- | -------------------------------- | ------------------------------ | ------------------------------ | ---------------------------------- | ---------------------------------- | ---------------------------------------------- | ---------------------------------------------- | ---------------------------------------------- | ---------------------------------------------- | ------------------------------------------------------ | ------------------------------------------------------ |
| 1.                               | Roy Goldstein                    | 1.                             | Roy Goldstein                  | 1.                                 | Giovanni Visconti                  | 1.                                             | Davide Orrico                                  | 1.                                             | Aaron Gate                                     | 1.                                                     | Ben Hermans                                            |
| 2.                               | Davide Orrico                    | 2.                             | Davide Orrico                  | 2.                                 | Matthias Krizek                    | 2.                                             | Aaron Gate                                     | 2.                                             | Davide Orrico                                  | 2.                                                     | Hermann Pernsteiner                                    |
| 3.                               | Aaron Gate                       | 3.                             | Aaron Gate                     | 3.                                 | William Clarke                     | 3.                                             | Roy Goldstein                                  | 3.                                             | Roy Goldstein                                  | 3.                                                     | Dario Cataldo                                          |
|                                  |                                  |                                |                                |                                    |                                    |                                                |                                                |                                                |                                                | 4.                                                     | Matteo Badilatti                                       |
| 5.                               | Patrick Schelling                |                                |                                |                                    |                                    |                                                |                                                |                                                |                                                |                                                        |                                                        |

### 4. Etappe (Kitzbühel – Prägraten)

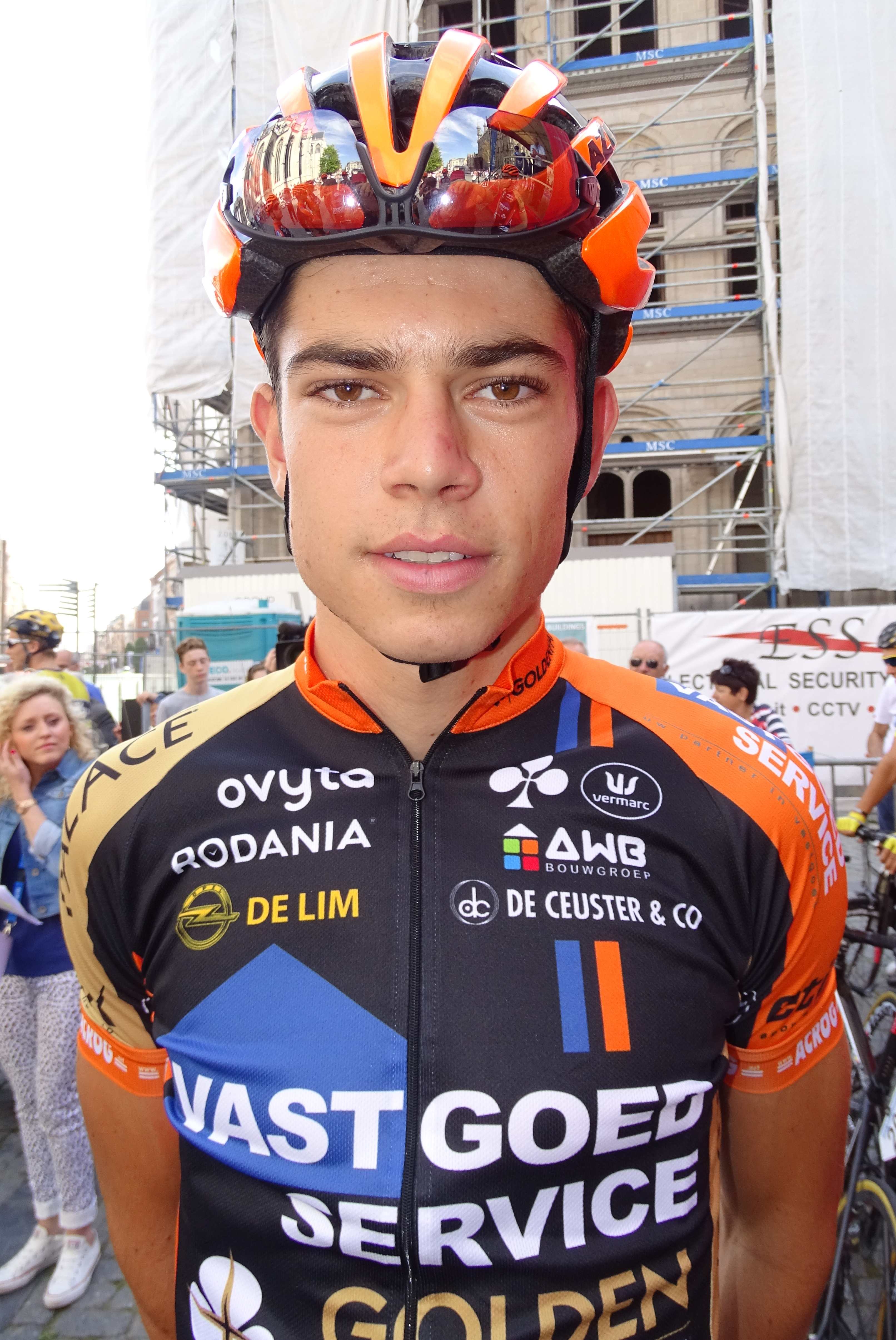
Im Sprint knapp geschlagen: Wout van Aert

| Rang | Fahrer / Nation    | Team                        | Zeit         |
| ---- | ------------------ | --------------------------- | ------------ |
| 01.  | Giovanni Visconti  | Bahrain-Merida              | 3:14:28      |
| 02.  | Wout van Aert      | Veranda’s Willems-Crelan    | gleiche Zeit |
| 03.  | Michael Bresciani  | Bardiani CSF                | gleiche Zeit |
| 04.  | Mark Padun *       | Bahrain-Merida              | gleiche Zeit |
| 05.  | Nick van der Lijke | Roompot-Nederlandse Loterij | gleiche Zeit |
| 06.  | Dario Cataldo      | Astana Pro Team             | gleiche Zeit |
| 07.  | Alexei Luzenko     | Astana Pro Team             | gleiche Zeit |
| 08.  | Michel Kreder      | Aqua Blue Sport             | gleiche Zeit |
| 09.  | Floris Gerts       | Roompot-Nederlandse Loterij | gleiche Zeit |
| 10.  | Daniel Geismayr    | Team Vorarlberg-Santic      | gleiche Zeit |

| Rang | Fahrer / Nation     | Team                         | Zeit     |
| ---- | ------------------- | ---------------------------- | -------- |
| 01.  | Ben Hermans         | Israel Cycling Academy       | 14:41:01 |
| 02.  | Hermann Pernsteiner | Bahrain-Merida               | + 0:18   |
| 03.  | Dario Cataldo       | Astana Pro Team              | + 0:26   |
| 04.  | Patrick Schelling   | Team Vorarlberg-Santic       | + 0:40   |
| 05.  | Matteo Badilatti    | Team Vorarlberg-Santic       | + 0:40   |
| 06.  | Mark Christian      | Aqua Blue Sport              | + 0:47   |
| 07.  | Mark Padun *        | Bahrain-Merida               | + 0:50   |
| 08.  | Javier Moreno       | Delko Marseille Provence KTM | + 0:58   |
| 09.  | Andrei Seiz         | Astana Pro Team              | + 1:00   |
| 10.  | Giovanni Carboni    | Bardiani CSF                 | + 1:05   |

| Sprintwertung Jochberg / km 6,8 | Sprintwertung Jochberg / km 6,8 | Sprintwertung Mittersill / km 26,8 | Sprintwertung Mittersill / km 26,8 | Sprintwertung Lienz / km 99,2 | Sprintwertung Lienz / km 99,2 | Bergwertung Pass Thurn / km 15,5 (Kategorie III) | Bergwertung Pass Thurn / km 15,5 (Kategorie III) | Bergwertung Felbertauern / km 41,9 (Kategorie I) | Bergwertung Felbertauern / km 41,9 (Kategorie I) | Bergwertung Prägraten / km 143,0 (Kategorie II) | Bergwertung Prägraten / km 143,0 (Kategorie II) |
| Pl.                             | Fahrer                          | Pl.                                | Fahrer                             | Pl.                           | Fahrer                        | Pl.                                              | Fahrer                                           | Pl.                                              | Fahrer                                           | Pl.                                             | Fahrer                                          |
| ------------------------------- | ------------------------------- | ---------------------------------- | ---------------------------------- | ----------------------------- | ----------------------------- | ------------------------------------------------ | ------------------------------------------------ | ------------------------------------------------ | ------------------------------------------------ | ----------------------------------------------- | ----------------------------------------------- |
| 1.                              | Matej Mohorič                   | 1.                                 | Matej Mohorič                      | 1.                            | Georg Zimmermann *            | 1.                                               | Kanstanzin Siuzou                                | 1.                                               | Matej Mohorič                                    | 1.                                              | Giovanni Visconti                               |
| 2.                              | Jewgeni Giditsch                | 2.                                 | Etienne van Empel                  | 2.                            | Matej Mohorič                 | 2.                                               | Davide Orrico                                    | 2.                                               | Lachlan Morton                                   | 2.                                              | Wout van Aert                                   |
| 3.                              | Žiga Grošelj                    | 3.                                 | Jannik Steimle                     | 3.                            | Stephen Cummings              | 3.                                               | Matej Mohorič                                    | 3.                                               | Ángel Madrazo                                    | 3.                                              | Michael Bresciani                               |
|                                 |                                 |                                    |                                    |                               |                               |                                                  |                                                  | 4.                                               | Alexander Foliforov                              |                                                 |                                                 |
| 5.                              | Stephen Cummings                |                                    |                                    |                               |                               |                                                  |                                                  |                                                  |                                                  |                                                 |                                                 |

### 5. Etappe (Matrei in Osttirol – Fuscher Törl/Großglockner)

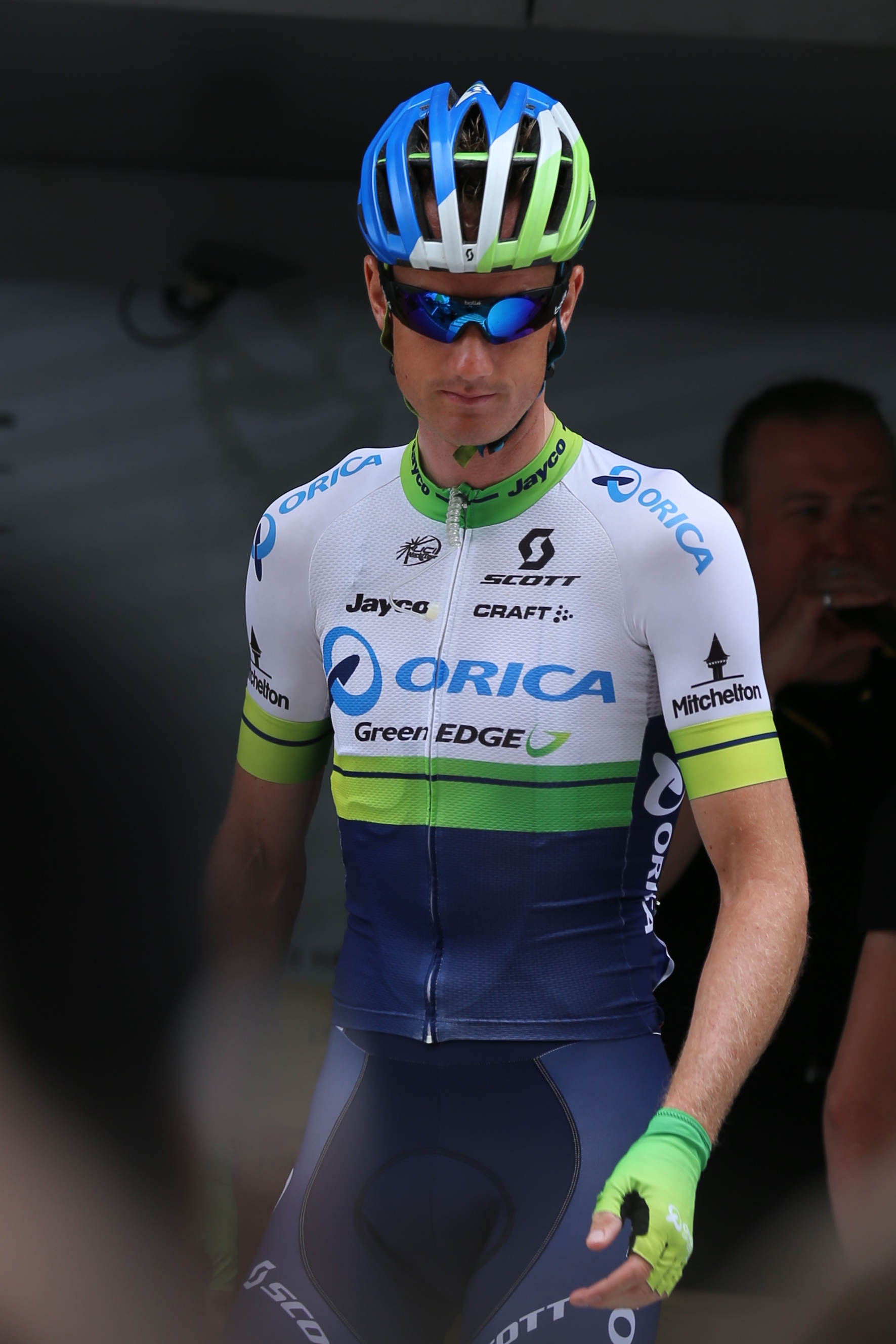
Sieger der 5. Etappe: Pieter Weening

| Rang | Fahrer / Nation     | Team                         | Zeit    |
| ---- | ------------------- | ---------------------------- | ------- |
| 01.  | Pieter Weening      | Roompot-Nederlandse Loterij  | 2:50:32 |
| 02.  | Alexander Foliforov | Gazprom-Rusvelo              | + 0:49  |
| 03.  | Simone Sterbini     | Bardiani CSF                 | + 1:11  |
| 04.  | Antonio Nibali      | Bahrain-Merida               | + 1:26  |
| 05.  | Javier Moreno       | Delko Marseille Provence KTM | + 1:36  |
| 06.  | Riccardo Zoidl      | Team Felbermayr Simplon Wels | + 1:36  |
| 07.  | Ben Hermans         | Israel Cycling Academy       | + 1:40  |
| 08.  | Hermann Pernsteiner | Bahrain-Merida               | + 1:40  |
| 09.  | Mark Padun *        | Bahrain-Merida               | + 1:51  |
| 10.  | Patrick Schelling   | Team Vorarlberg-Santic       | + 1:53  |

| Rang | Fahrer / Nation     | Team                         | Zeit     |
| ---- | ------------------- | ---------------------------- | -------- |
| 01.  | Ben Hermans         | Israel Cycling Academy       | 17:33:13 |
| 02.  | Hermann Pernsteiner | Bahrain-Merida               | + 0:18   |
| 03.  | Dario Cataldo       | Astana Pro Team              | + 0:48   |
| 04.  | Patrick Schelling   | Team Vorarlberg-Santic       | + 0:53   |
| 05.  | Javier Moreno       | Delko Marseille Provence KTM | + 0:54   |
| 06.  | Mark Padun *        | Bahrain-Merida               | + 1:01   |
| 07.  | Riccardo Zoidl      | Team Felbermayr Simplon Wels | + 1:14   |
| 08.  | Giovanni Carboni    | Bardiani CSF                 | + 1:45   |
| 09.  | Ildar Arslanov      | Gazprom-Rusvelo              | + 1:49   |
| 10.  | Matteo Badilatti    | Team Vorarlberg-Santic       | + 2:02   |

| Sprintwertung Uttendorf / km 44,0 | Sprintwertung Uttendorf / km 44,0 | Sprintwertung Fusch / km 70,2 | Sprintwertung Fusch / km 70,2 | Bergwertung Felbertauern / km 15,6 (Kategorie I) | Bergwertung Felbertauern / km 15,6 (Kategorie I) | Bergwertung Großglockner / km 92,9 (Kategorie HC) | Bergwertung Großglockner / km 92,9 (Kategorie HC) |
| Pl.                               | Fahrer                            | Pl.                           | Fahrer                        | Pl.                                              | Fahrer                                           | Pl.                                               | Fahrer                                            |
| --------------------------------- | --------------------------------- | ----------------------------- | ----------------------------- | ------------------------------------------------ | ------------------------------------------------ | ------------------------------------------------- | ------------------------------------------------- |
| 1.                                | Matthias Krizek                   | 1.                            | Marcel Neuhauser              | 1.                                               | Aaron Gate                                       | 1.                                                | Pieter Weening                                    |
| 2.                                | Marcel Neuhauser                  | 2.                            | Davide Orrico                 | 2.                                               | Davide Orrico                                    | 2.                                                | Alexander Foliforiv                               |
| 3.                                | Davide Orrico                     | 3.                            | Etienne van Empel             | 3.                                               | Matthias Krizek                                  | 3.                                                | Simone Sterbini                                   |
|                                   |                                   |                               |                               | 4.                                               | Marcel Neuhauser                                 | 4.                                                | Antonio Nibali                                    |
| 5.                                | Nikolay Mihaylov                  | 5.                            | Javier Moreno                 |                                                  |                                                  |                                                   |                                                   |

### 6. Etappe (Knittelfeld – Wenigzell)

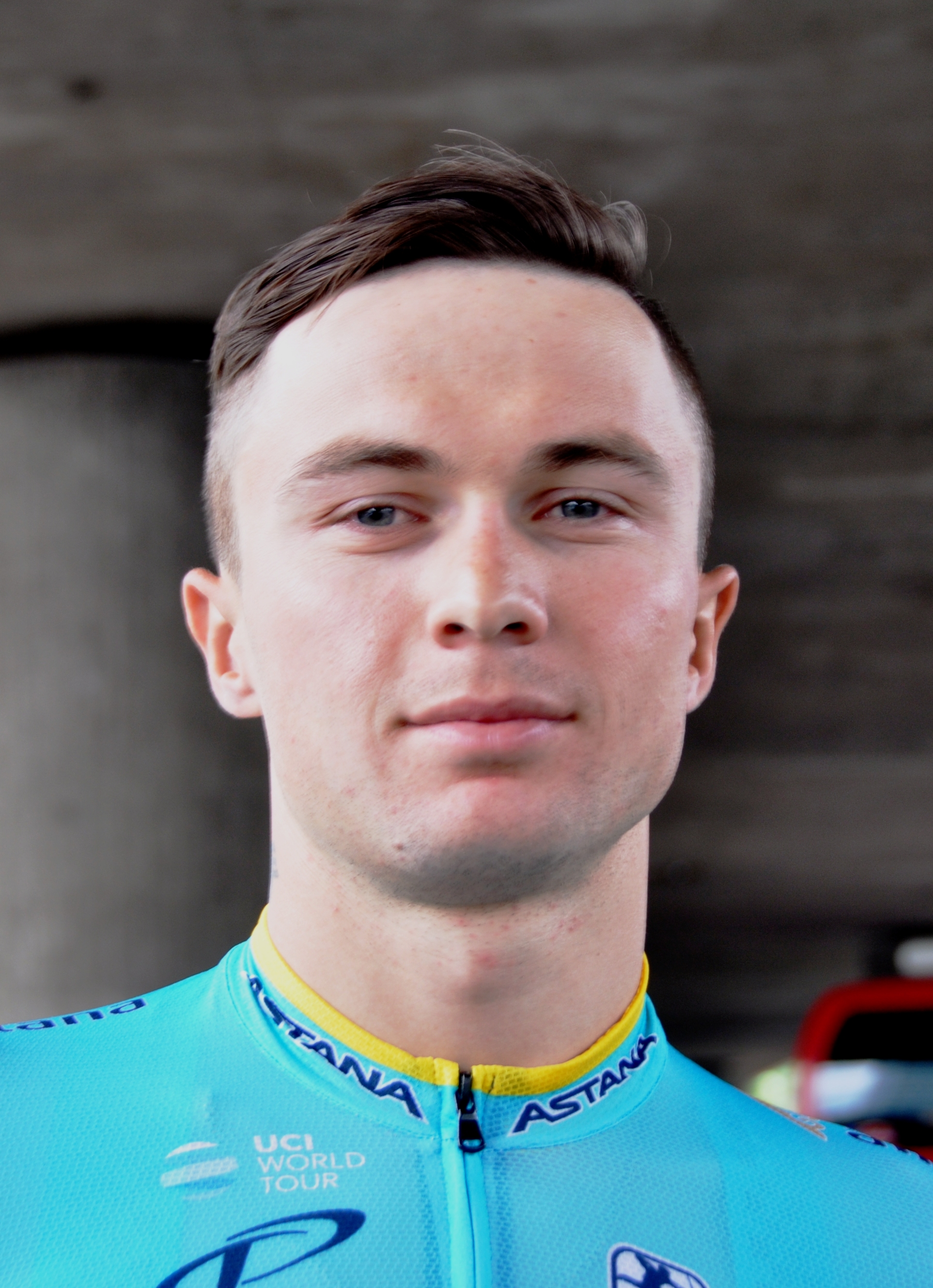
Sieger der 6. Etappe: Alexei Luzenko

| Rang | Fahrer / Nation      | Team                         | Zeit    |
| ---- | -------------------- | ---------------------------- | ------- |
| 01.  | Alexei Luzenko       | Astana Pro Team              | 4:19:25 |
| 02.  | Matej Mohorič        | Bahrain-Merida               | + 0:07  |
| 03.  | Odd Christian Eiking | Wanty-Groupe Gobert          | + 0:50  |
| 04.  | Lachlan Morton       | Team Dimension Data          | + 0:54  |
| 05.  | Simone Sterbini      | Bardiani CSF                 | + 0:59  |
| 06.  | Ángel Madrazo        | Delko Marseille Provence KTM | + 1:03  |
| 07.  | Wout van Aert        | Veranda’s Willems-Crelan     | + 1:38  |
| 08.  | Riccardo Zoidl       | Team Felbermayr Simplon Wels | + 2:12  |
| 09.  | Dario Cataldo        | Astana Pro Team              | + 2:14  |
| 10.  | Paweł Cieślik        | CCC Sprandi Polkowice        | + 2:14  |

| Rang | Fahrer / Nation     | Team                         | Zeit     |
| ---- | ------------------- | ---------------------------- | -------- |
| 01.  | Ben Hermans         | Israel Cycling Academy       | 21:54:52 |
| 02.  | Hermann Pernsteiner | Bahrain-Merida               | + 0:18   |
| 03.  | Dario Cataldo       | Astana Pro Team              | + 0:48   |
| 04.  | Patrick Schelling   | Team Vorarlberg-Santic       | + 0:53   |
| 05.  | Javier Moreno       | Delko Marseille Provence KTM | + 0:54   |
| 06.  | Mark Padun *        | Bahrain-Merida               | + 1:01   |
| 07.  | Riccardo Zoidl      | Team Felbermayr Simplon Wels | + 1:12   |
| 08.  | Ángel Madrazo       | Delko Marseille Provence KTM | + 1:33   |
| 09.  | Giovanni Carboni    | Bardiani CSF                 | + 1:45   |
| 10.  | Ildar Arslanov      | Gazprom-Rusvelo              | + 1:49   |

| Sprintwertung Allerheiligen im Mürztal km 67,6 | Sprintwertung Allerheiligen im Mürztal km 67,6 | Sprintwertung Ratten / km 97,6 | Sprintwertung Ratten / km 97,6 | Sprintwertung Wenigzell / km 141,9 | Sprintwertung Wenigzell / km 141,9 | Bergwertung Schanzsattel / km 80,4 (Kategorie I) | Bergwertung Schanzsattel / km 80,4 (Kategorie I) | Bergwertung St. Jakob im Walde- Bühlhofer / km 107,7 (Kategorie II) | Bergwertung St. Jakob im Walde- Bühlhofer / km 107,7 (Kategorie II) | Bergwertung Riegersberg / km 126,5 (Kategorie III) | Bergwertung Riegersberg / km 126,5 (Kategorie III) |
| Pl.                                            | Fahrer                                         | Pl.                            | Fahrer                         | Pl.                                | Fahrer                             | Pl.                                              | Fahrer                                           |                                                                     |                                                                     |                                                    |                                                    |
| ---------------------------------------------- | ---------------------------------------------- | ------------------------------ | ------------------------------ | ---------------------------------- | ---------------------------------- | ------------------------------------------------ | ------------------------------------------------ | ------------------------------------------------------------------- | ------------------------------------------------------------------- | -------------------------------------------------- | -------------------------------------------------- |
| 1.                                             | Andrei Seiz                                    | 1.                             | Matej Mohorič                  | 1.                                 | Matej Mohorič                      | 1.                                               | Alexei Luzenko                                   | 1.                                                                  | Alexei Luzenko                                                      | 1.                                                 | Alexei Luzenko                                     |
| 2.                                             | Michal Schlegel                                | 2.                             | Alexei Luzenko                 | 2.                                 | Alexei Luzenko                     | 2.                                               | Matej Mohorič                                    | 2.                                                                  | Matej Mohorič                                                       | 2.                                                 | Matej Mohorič                                      |
| 3.                                             | Andreas Hofer                                  | 3.                             | Ángel Madrazo                  | 3.                                 | Ángel Madrazo                      | 3.                                               | Ángel Madrazo                                    | 3.                                                                  | Lachlan Morton                                                      | 3.                                                 | Pieter Weening                                     |
|                                                |                                                |                                |                                |                                    |                                    | 4.                                               | Simone Sterbini                                  |                                                                     |                                                                     |                                                    |                                                    |
| 5.                                             | Wout van Aert                                  |                                |                                |                                    |                                    |                                                  |                                                  |                                                                     |                                                                     |                                                    |                                                    |

### 7. Etappe (Waidhofen an der Ybbs – Sonntagberg)

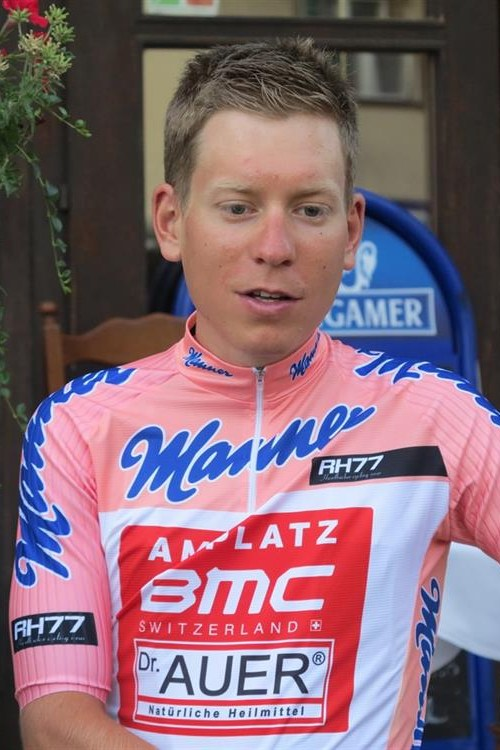
Hermann Pernsteiner verteidigte trotz Sturz seinen 2. Gesamtrang

| Rang | Fahrer / Nation     | Team                         | Zeit    |
| ---- | ------------------- | ---------------------------- | ------- |
| 01.  | Antonio Nibali      | Bahrain-Merida               | 3:38:57 |
| 02.  | Paweł Cieślik       | CCC Sprandi Polkowice        | + 0:03  |
| 03.  | Artem Nych          | Gazprom-Rusvelo              | + 0:15  |
| 04.  | Matej Mohorič       | Bahrain-Merida               | + 0:35  |
| 05.  | Dario Cataldo       | Astana Pro Team              | + 1:08  |
| 06.  | Ben Hermans         | Israel Cycling Academy       | + 1:12  |
| 07.  | Hermann Pernsteiner | Bahrain-Merida               | + 1:12  |
| 08.  | Riccardo Zoidl      | Team Felbermayr Simplon Wels | + 1:12  |
| 09.  | Louis Meintjes      | Team Dimension Data          | + 1:12  |
| 10.  | Patrick Schelling   | Team Vorarlberg-Santic       | + 1:20  |

| Rang | Fahrer / Nation     | Team                         | Zeit     |
| ---- | ------------------- | ---------------------------- | -------- |
| 01.  | Ben Hermans         | Israel Cycling Academy       | 25:35:01 |
| 02.  | Hermann Pernsteiner | Bahrain-Merida               | + 0:18   |
| 03.  | Dario Cataldo       | Astana Pro Team              | + 0:44   |
| 04.  | Patrick Schelling   | Team Vorarlberg-Santic       | + 1:01   |
| 05.  | Riccardo Zoidl      | Team Felbermayr Simplon Wels | + 1:12   |
| 06.  | Javier Moreno       | Delko Marseille Provence KTM | + 1:21   |
| 07.  | Ángel Madrazo       | Delko Marseille Provence     | + 1:41   |
| 08.  | Giovanni Carboni    | Bardiani CSF                 | + 1:58   |
| 09.  | Matteo Badilatti    | Team Vorarlberg-Santic       | + 2:13   |
| 10.  | Artem Nych          | Gazprom-Rusvelo              | + 2:18   |

| 1. Sprintwertung St. Leonhard / km 49,8 | 1. Sprintwertung St. Leonhard / km 49,8 | 2. Sprintwertung St. Leonhard / km 79,6 | 2. Sprintwertung St. Leonhard / km 79,6 | 3. Sprintwertung St. Leonhard / km 109,4 | 3. Sprintwertung St. Leonhard / km 109,4 | 1. Bergwertung Sonntagberg / km 39,9 (Kategorie II) | 1. Bergwertung Sonntagberg / km 39,9 (Kategorie II) | 2. Bergwertung Sonntagberg / km 69,7 (Kategorie II) | 2. Bergwertung Sonntagberg / km 69,7 (Kategorie II) | 3. Bergwertung Sonntagberg / km 99,5 (Kategorie II) | 3. Bergwertung Sonntagberg / km 99,5 (Kategorie II) | 4. Bergwertung Sonntagberg / km 129,3 (Kategorie II) | 4. Bergwertung Sonntagberg / km 129,3 (Kategorie II) |
| Pl.                                     | Fahrer                                  | Pl.                                     | Fahrer                                  | Pl.                                      | Fahrer                                   | Pl.                                                 | Fahrer                                              | Pl.                                                 | Fahrer                                              | Pl.                                                 | Fahrer                                              | Pl.                                                  | Fahrer                                               |
| --------------------------------------- | --------------------------------------- | --------------------------------------- | --------------------------------------- | ---------------------------------------- | ---------------------------------------- | --------------------------------------------------- | --------------------------------------------------- | --------------------------------------------------- | --------------------------------------------------- | --------------------------------------------------- | --------------------------------------------------- | ---------------------------------------------------- | ---------------------------------------------------- |
| 1.                                      | Matej Mohorič                           | 1.                                      | Matej Mohorič                           | 1.                                       | Matej Mohorič                            | 1.                                                  | Aaron Gate                                          | 1.                                                  | Aaron Gate                                          | 1.                                                  | J. Cardona Tabares                                  | 1.                                                   | Antonio Nibali                                       |
| 2.                                      | Davide Orrico                           | 2.                                      | Davide Orrico                           | 2.                                       | Artem Nych                               | 2.                                                  | Davide Orrico                                       | 2.                                                  | Davide Orrico                                       | 2.                                                  | Aaron Gate                                          | 2.                                                   | Paweł Cieślik                                        |
| 3.                                      | Aaron Gate                              | 3.                                      | Artem Nych                              | 3.                                       | Paweł Cieślik                            | 3.                                                  | Dominik Hrinkow                                     | 3.                                                  | Davide Orrico                                       | 3.                                                  | Enrico Gasparotto                                   | 3.                                                   | Artem Nych                                           |

### 8. Etappe (Scheibbs – Wels)
| Rang | Fahrer / Nation    | Team                         | Zeit    |
| ---- | ------------------ | ---------------------------- | ------- |
| 01.  | Giovanni Visconti  | Bahrain-Merida               | 3:36:01 |
| 02.  | Alexei Luzenko     | Astana Pro Team              | + 0:00  |
| 03.  | Nick van der Lijke | Roompot-Nederlandse Loterij  | + 0:00  |
| 04.  | Nikolay Mihaylov   | Delko Marseille Provence KTM | + 0:00  |
| 05.  | Lachlan Morton     | Team Dimension Data          | + 0:00  |
| 06.  | Wout van Aert      | Vérandas Willems-Crelan      | + 0:49  |
| 07.  | Marco Maronese     | Bardiani-CSF                 | + 0:49  |
| 08.  | Jewgeni Giditsch   | Astana Pro Team              | + 0:49  |
| 09.  | Manuel Porzner     | Tirol Cycling Team           | + 0:49  |
| 10.  | Shane Archbold     | Aqua Blue Sport              | + 0:49  |

| Rang | Fahrer / Nation     | Team                         | Zeit     |
| ---- | ------------------- | ---------------------------- | -------- |
| 01.  | Ben Hermans         | Israel Cycling Academy       | 29:11:51 |
| 02.  | Hermann Pernsteiner | Bahrain-Merida               | + 0:18   |
| 03.  | Dario Cataldo       | Astana Pro Team              | + 0:44   |
| 04.  | Patrick Schelling   | Team Vorarlberg-Santic       | + 1:01   |
| 05.  | Riccardo Zoidl      | Team Felbermayr Simplon Wels | + 1:12   |
| 06.  | Javier Moreno       | Delko Marseille Provence KTM | + 1:21   |
| 07.  | Ángel Madrazo       | Delko Marseille Provence     | + 1:41   |
| 08.  | Giovanni Carboni    | Bardiani CSF                 | + 1:58   |
| 09.  | Matteo Badilatti    | Team Vorarlberg-Santic       | + 2:13   |
| 10.  | Artem Nych          | Gazprom-Rusvelo              | + 2:18   |

| 1. Sprintwertung Am Klosterberg / km 50,1 | 1. Sprintwertung Am Klosterberg / km 50,1 | 2. Sprintwertung Wels / km 147,0 | 2. Sprintwertung Wels / km 147,0 | 3. Sprintwertung Wels / km 155,2 | 3. Sprintwertung Wels / km 155,2 | 1. Bergwertung Luft / km 39,9 (Kategorie III) | 1. Bergwertung Luft / km 39,9 (Kategorie III) | 2. Bergwertung Wieser Höhe/ km 41,9 (Kategorie III) | 2. Bergwertung Wieser Höhe/ km 41,9 (Kategorie III) | 3. Bergwertung Kremsmünster/ km 99,5 (Kategorie III) | 3. Bergwertung Kremsmünster/ km 99,5 (Kategorie III) |
| Pl.                                       | Fahrer                                    | Pl.                              | Fahrer                           | Pl.                              | Fahrer                           | Pl.                                           | Fahrer                                        | Pl.                                                 | Fahrer                                              | Pl.                                                  | Fahrer                                               |
| ----------------------------------------- | ----------------------------------------- | -------------------------------- | -------------------------------- | -------------------------------- | -------------------------------- | --------------------------------------------- | --------------------------------------------- | --------------------------------------------------- | --------------------------------------------------- | ---------------------------------------------------- | ---------------------------------------------------- |
| 1.                                        | Giovanni Visconti                         | 1.                               | Alexei Luzenko                   | 1.                               | Nikolay Mihaylov                 | 1.                                            | Alexei Luzenko                                | 1.                                                  | Alexei Luzenko                                      | 1.                                                   | Alexei Luzenko                                       |
| 2.                                        | Nick van der Lijke                        | 2.                               | Nick van der Lijke               | 2.                               | Giovanni Visconti                | 2.                                            | Nick van der Lijke                            | 2.                                                  | Giovanni Visconti                                   | 2.                                                   | Giovanni Visconti                                    |
| 3.                                        | Lachlan Morton                            | 3.                               | Giovanni Visconti                | 3.                               | Nick van der Lijke               | 3.                                            | Nikolay Mihaylov                              | 3.                                                  | Nick van der Lijke                                  | 3.                                                   | Nikolay Mihaylov                                     |

## Wertungstrikots
| Etappe | Etappensieger     | Gesamtwertung     | Bergwertung | Punktewertung     | Bester Österreicher      | Teamwertung     |
| ------ | ----------------- | ----------------- | ----------- | ----------------- | ------------------------ | --------------- |
| 1.     | Matej Mohorič     | Matej Mohorič     | Aaron Gate  | Matej Mohorič     | Stephan Rabitsch (16.)   | Aqua Blue Sport |
| 2.     | Giovanni Visconti | Giovanni Visconti | Aaron Gate  | Giovanni Visconti | Stephan Rabitsch (12.)   | Bahrain-Merida  |
| 3.     | Ben Hermans       | Ben Hermans       | Aaron Gate  | Giovanni Visconti | Hermann Pernsteiner (2.) | Bahrain-Merida  |
| 4.     | Giovanni Visconti | Ben Hermans       | Aaron Gate  | Giovanni Visconti | Hermann Pernsteiner (2.) | Bahrain-Merida  |
| 5.     | Pieter Weening    | Ben Hermans       | Aaron Gate  | Giovanni Visconti | Hermann Pernsteiner (2.) | Bahrain-Merida  |
| 6.     | Alexei Luzenko    | Ben Hermans       | Aaron Gate  | Giovanni Visconti | Hermann Pernsteiner (2.) | Bahrain-Merida  |
| 7.     | Antonio Nibali    | Ben Hermans       | Aaron Gate  | Matej Mohorič     | Hermann Pernsteiner (2.) | Bahrain-Merida  |
| 8.     | Giovanni Visconti | Ben Hermans       | Aaron Gate  | Giovanni Visconti | Hermann Pernsteiner (2.) | Bahrain-Merida  |